# Chris Kilmore
Chris Kilmore (Dillsburg, 21 gennaio 1973) è un musicista statunitense.
Dal 1997 è il tastierista e disc jockey del gruppo rock Incubus.